# Чёртовы Ворота (гора)
Чёртовы Ворота (Ачешбок) — массив Чёртовы ворота образуют горы Западный Ачешбок и Восточный Ачешбок, высотой 2486 метров и 2440 метров над уровнем моря соответственно. Гора Восточный Ачешбок относится к Мостовскому району Краснодарского края, гора Западный Ачешбок — к Республике Адыгея.

## Галерея

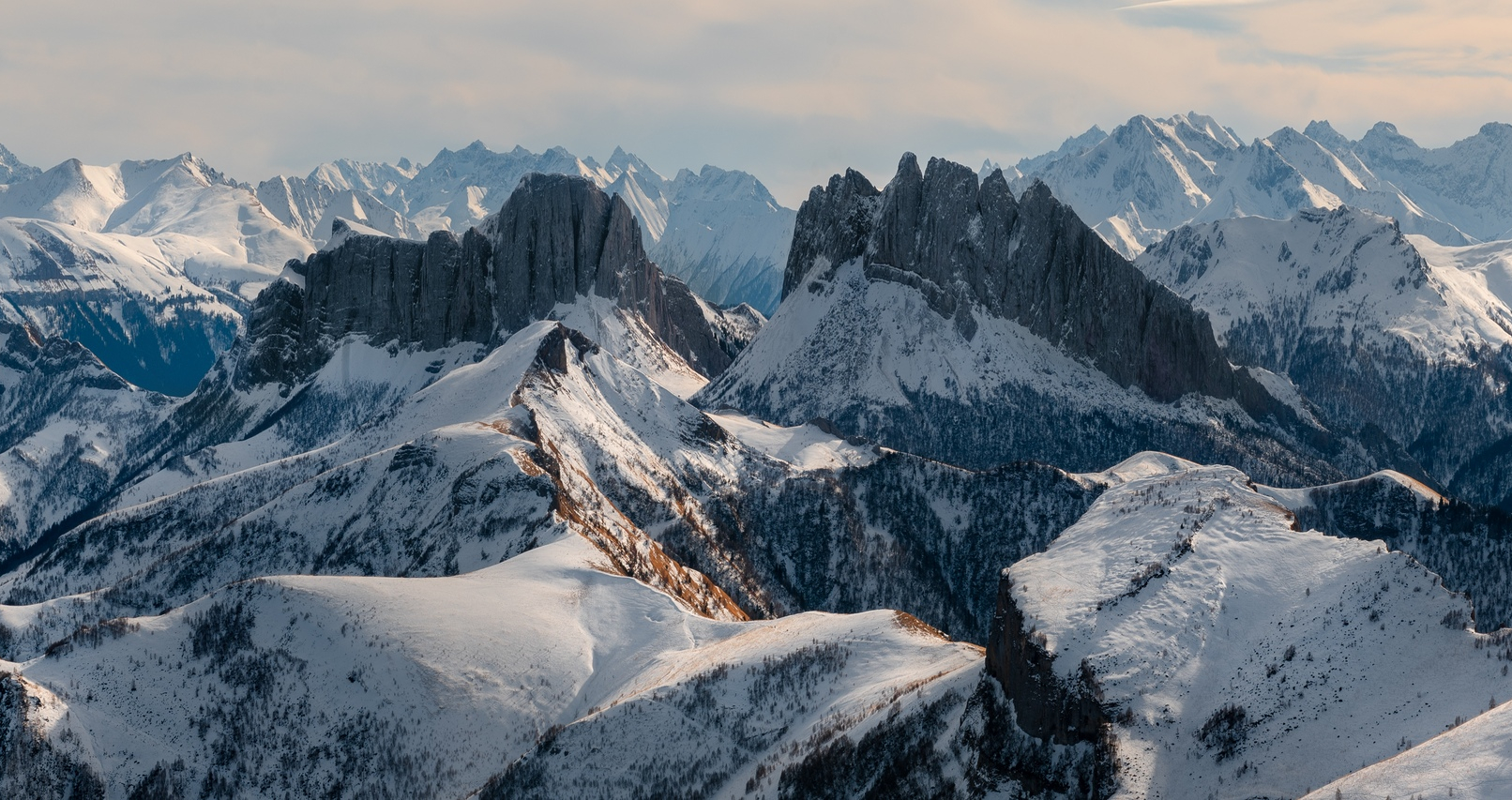
Ачешбок зимой
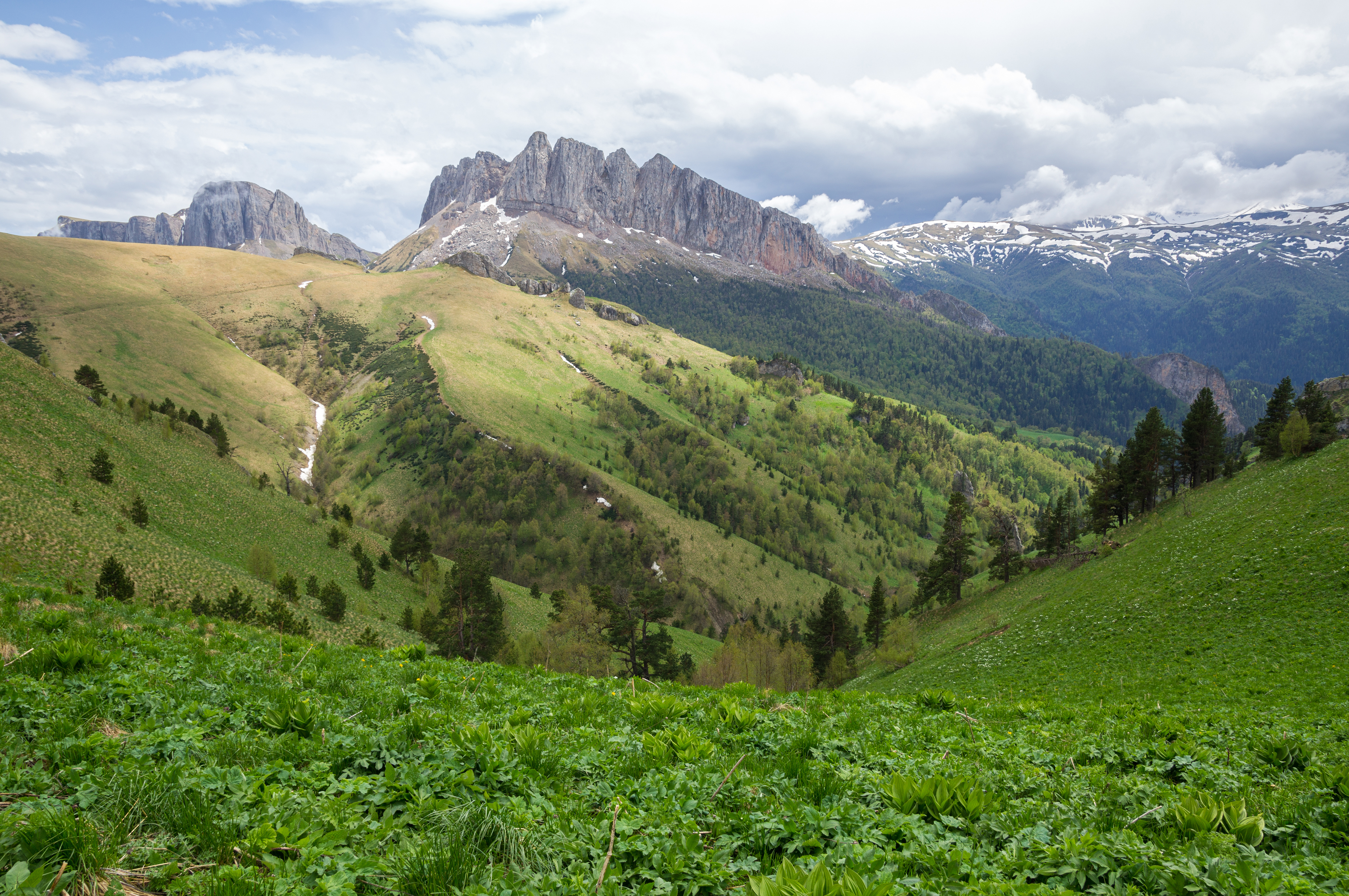
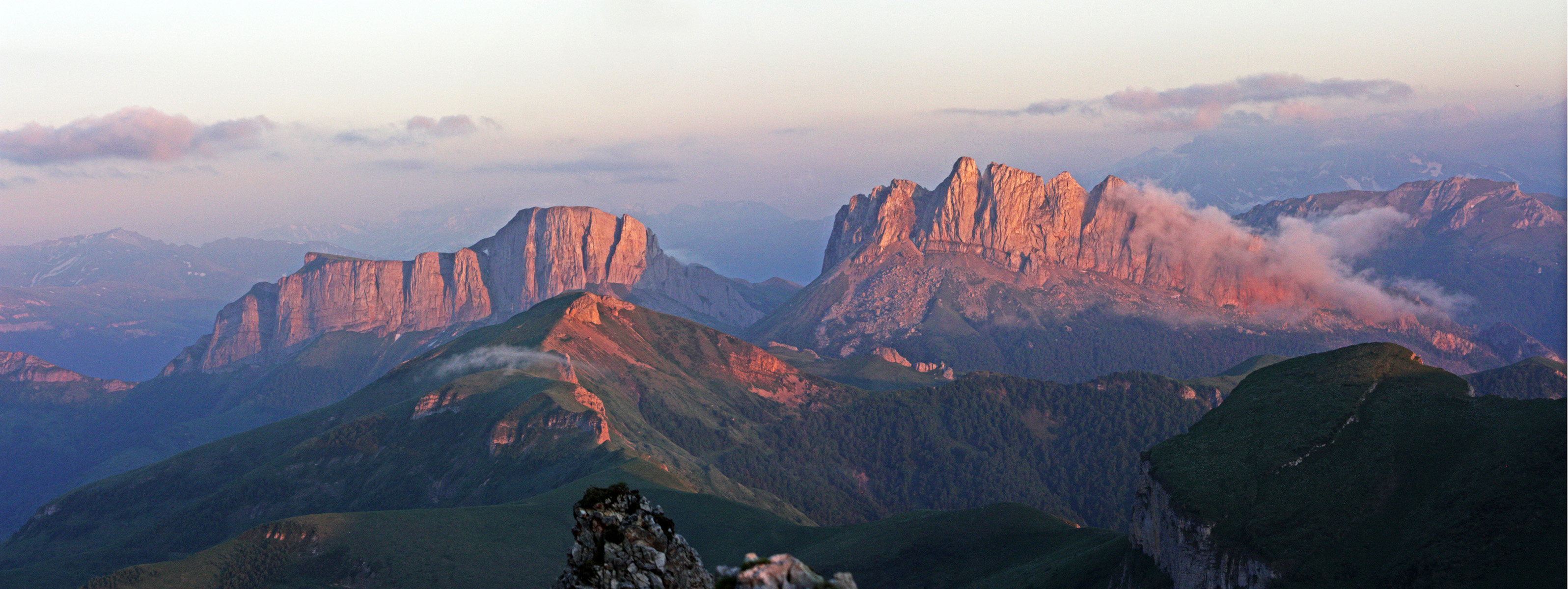
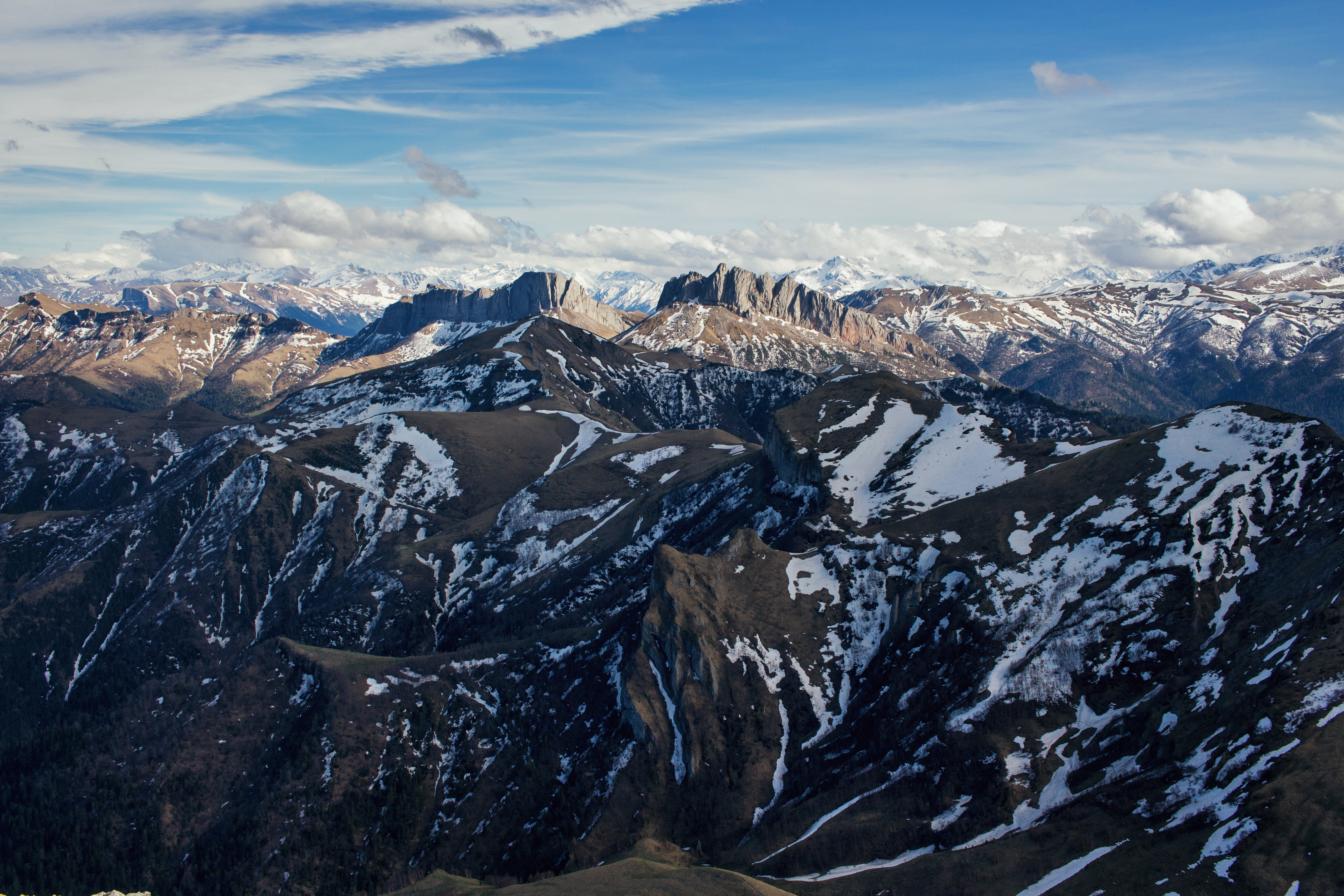
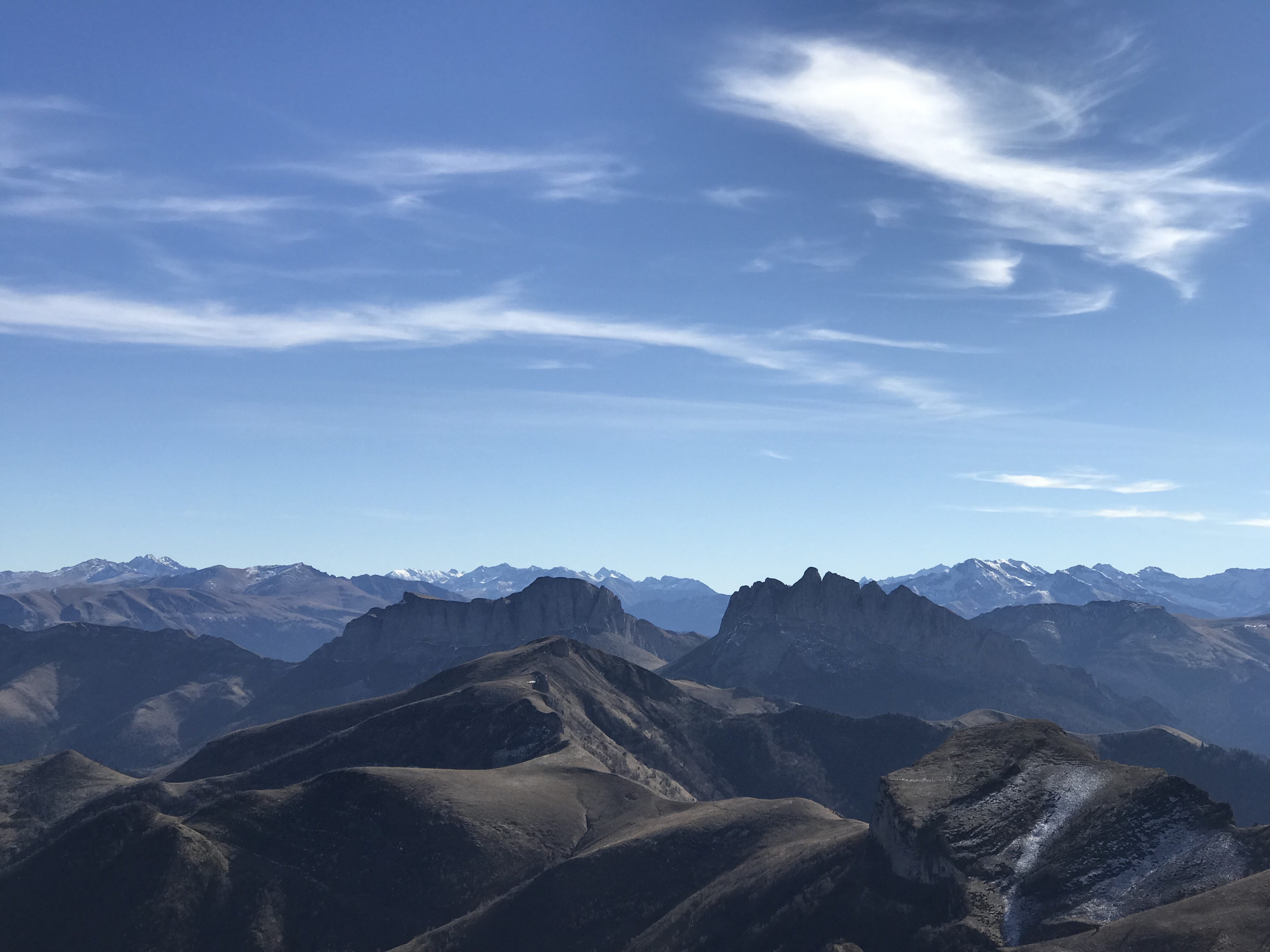